# Partia Rewolucyjno-Demokratyczna
Partido de la Revolución Democrática – meksykańska centrolewicowa partia polityczna, założona w 1989 roku. Partia jest jedną z dwóch partii meksykańskich należących do Międzynarodówki Socjalistycznej (drugą jest Partia Rewolucyjno-Instytucjonalna). Partia jest członkiem koalicji Frente Amplio Progresista.

## Historia
Partia została założona przez byłych czołowych działaczy Partii Rewolucyjno-Instytucjonalnej (Cuauhtémoc Cárdenas Solórzano) i członków innych mniejszych partii lewicowych (Partido Comunista Mexicano, Partido Socialista Unificado de México, Partido Mexicano Socialista i kilku innych. Partia ma największe poparcie na terenie południowych stanów, na północy poparcie nie przekracza 5 procent poparcia. Ugrupowanie jest liderem koalicji „Frente Amplio Progresista” zawartej z dwiema innymi lewicowymi partiami – socjalistycznym Partido del Trabajo i centrolewicowym Convergencia. PR-D jest przeciwna współpracy z PRI.

## Poparcie
Izba Deputowanych (wyniki procentowe odnoszą się tylko do okręgów wielomandatowych, liczba mandatów jest sumą zdobytą w okręgach wielomandatowych i jednomandatowych):
- 1991 – 8,3%, 41 mandatów na 500 mandatów
- 1994 – 16,7%, 71 mandatów
- 1997 – 25,7%, 125 mandatów
- 2000[4] – 18,7%, 65 mandatów[5]
- 2003 – 18,2%, 97 mandatów
- 2006[6] – 28,99%, 157 mandatów[7]
- 2009 – 12,2%, 72 mandatów
- 2012 – 18,48%, 104 mandatów